# Ванакеза, Тыну Иоханисович
Тыну Иоханисович Ванакеза (эст. Tõnu Vanakesa; 14 октября 1962, Вильянди) — советский и эстонский футболист, вратарь, впоследствии — врач-хирург.

## Биография

### Футбольная карьера
Воспитанник ДЮСШ города Вильянди, тренеры — Эльмар Ээрме, Лео Ира. В 1981 году по итогам всесоюзного юношеского турнира «Переправа» был признан лучшим вратарём СССР в своём возрасте. В 1982 году выступал за дублирующие составы московского «Динамо» (4 матча в турнире дублёров) и рижской «Даугавы» (5 матчей), но вернулся в Эстонию, чтобы продолжить образование.
В 1983 году играл во второй лиге СССР в составе таллинского КСМК. Затем в течение нескольких лет выступал в первенстве Эстонии среди КФК за клубы Пярну, Вильянди и Таллина, становился бронзовым призёром первенства в 1983 году и серебряным — в 1991. В 1990 году играл за «Спорт» в Балтийской лиге.
После распада СССР становился победителем двух первых независимых чемпионатов Эстонии (1992, 1992/93) в составе таллинской «Нормы». В конце карьеры также играл за «Таллинна Садам» и «Валль».

### Карьера врача
Окончил медицинский факультет Тартуского университета, специальность — хирург-онколог. В 1990-е годы некоторое время работал врачом сборной Эстонии по футболу. С 2002 года работает в Северо-Эстонской региональной больнице, по состоянию на 2013 год — заведующий отделением торакальной и сосудистой хирургии. За свою карьеру провёл более тысячи операций. В 2015 году награждён орденом Красного Креста III класса.